# Corod
Corod es una comuna ubicada en el distrito de Galați, Rumania.

## Superficie
Posee una superficie de 105,6 kilómetros cuadrados.

## Demografía
Hasta 2021 la población era de 7030 habitantes, con una densidad de población de 66,58 habitantes por kilómetro cuadrado.